# Sunn (vélo)
Pour les articles homonymes, voir Sunn.
Sunn est une marque commerciale du fabricant de vélos français basé à Machecoul, en Loire-Atlantique, la Manufacture Française du Cycle. Sa production est essentiellement constituée de VTT haut de gamme, de BMX et de vélos de route.

## Historique
Sunn a débuté en 1982,en tant que fabricant de BMX. La société, qui a commencé sous la forme d'une société individuelle, prend le nom de MX France. Elle est créée par Max Commençal, « autodidacte de quarante ans, pionnier du Paris-Dakar en moto ». À son pic, elle produit 5 000 BMX par an. En 1989, afin de se développer sur le marché naissant du VTT, la société anonyme Sunn est créée à Saint-Gaudens, dans le département de la Haute-Garonne. Max Commençal en devient le PDG et détient 49 % du capital. Un des principaux dirigeants de l'entreprise Chipie, Jacques Riba, devient également actionnaire pour 30 % du capital. L'entreprise a d'abord un rôle d'assembleur de pièces de VTT importées d'Asie. Puis, rapidement, elle se spécialise dans la fabrication et la vente de VTT haut de gamme grâce à la création d'un service recherche et développement dans ses locaux,. Les innovations qui en découlent lui permettent de se développer et de sponsoriser une équipe de compétition dénommée : « Sunn Chipie ».
De 1990 à 1995 le chiffre d'affaires de Sunn augmente très fortement pour atteindre « 90 millions de francs et 40 000 vélos vendus ». En 1996, le chiffre d'affaires atteint 110 millions de francs (soit 23 millions d'euros de 2020) dont 30 % à l'export pour 130 salariés (dont une dizaine d'ingénieurs).
En août 1998, la société est en pertes de 20 millions de francs pour un chiffre d'affaires de 130 millions et le fondateur, Max Commençal, est mis « à l'écart »,,. Jacques Riba le remplace en tant que PDG. En mai 1999, l'entreprise Sunn est placée en redressement judiciaire,. Le 27 juillet suivant, l'équipe professionnelle « connue pour les titres de champion du monde de Miguel Martinez » est mise en liquidation en raison de son coût (20 millions de francs). En 1999, les pertes de Sunn se creusent à 40 millions de francs pour un chiffre d'affaires de 88 millions (soit 18 millions d'euros de 2020) à cause d'un « développement mal maitrisé ».
En février 2000, un plan de continuation est accepté : les banques créancières prévoient d'abandonner 50 % de leurs créances et d'échanger l'autre moitié contre 15 % du capital. Les principaux actionnaires sont Jacques Riba (RBH Investissement) pour 59 % et Max Commençal (qui lance par la suite sa propre marque de VTT) pour 29 %. L'entreprise se recentre sur la vente de cycles (dont 80 % des ventes sur le VTT) et l'effectif passe de 130 à 90 salariés.
En 2004, l'entreprise ne réalise plus que 5,5 millions d'euros de chiffre d'affaires (8 000 vélos). Sunn est placée en liquidation judiciaire en janvier 2005. En mai 2005, Patrick Tanguy, à travers Copernic Industrie (qui est renommé Manufacture de Cycles du Comminges MCC) en devient le nouveau propriétaire. Il investit 700 000 euros et garde 23 des 50 salariés.
La décennie 2000 marque la baisse de l'influence sur le marché du VTT devenu très mature jusqu'à une situation très difficile[réf. nécessaire].
Sunn dépose le bilan en février 2011, mais la fin du redressement judiciaire est annoncée par le Tribunal de commerce de Toulouse en mars 2012.
La société est mise en liquidation judiciaire en mars 2013 avant d'être rachetée par Manufacture Française du Cycle (Groupe Intersport) la même année. La marque est maintenant basée à Machecoul en Loire-Atlantique où MFC dispose d'une des dernières usines françaises d'assemblage et de prototypage de vélos.
En octobre 2014, Sunn présente lors du Roc d'Azur 2014 un concept-bike imaginé par le designer Ludovic Lazareth et a annoncé le retour d'une gamme complète 2016.

## Compétition
Un tournant de l'histoire de la société est l'année 1993 où elle remporte le titre de VTT de l'année du magazine Vélo Vert (magazine francophone du VTT crée par Didier et Joyce Coste) avec le Sunn 5003 R, ainsi que par ses nombreux titres nationaux en cross country et en descente. Les années passant, les titres mondiaux s'accumulent.
Le pilote français Nicolas Vouilloz a longtemps été le porte-drapeau de cette marque,, notamment grâce à ses dix titres mondiaux en VTT de descente.
Anne-Caroline Chausson a également gagné six championnats du monde chez Sunn où elle a couru de nombreuses années.
En 1996 et 1997, Sunn sponsorise Eric Barone qui améliore son record de vitesse en VTT sur neige de 200 à 207 km/h.
Au total, Sunn a remporté plus de 80 titres de champion du monde. En 2016, c'est « le record du monde du nombre de prix obtenus en compétition ».
Depuis le rachat de la marque par MFC, SUNN est de retour en compétition avec une équipe enduro composée des pilotes Kilian Bron, Thomas Lapeyrie et Isabeau Courdurier qui termine en 2016 second du championnat EWS.
Avec également l'équipe BMX emmené par Amidou Mir (champions de France Elite 2016) et Manon Valentino (Championne de France du contre-la-montre BMX 2016). Sunn avec la famille Dubau participe à l’ensemble des manches de la coupe du Monde pour le TEAM XCO.
En 2018, Joshua Dubau (Team SUNN XCO Factory) termine Champion d'Europe XCO Espoir, peu de temps après avoir terminé vice-Champion de France XCO U23.